# Futboll Klub Dinamo City
Il Futboll Klub Dinamo City, noto come Dinamo City e in passato come Dinamo Tirana, è una società calcistica con sede a Tirana, in Albania.
Nella stagione 2022-2023 militò nella Kategoria e Parë, la seconda divisione del campionato albanese, dopo la retrocessione avvenuta la stagione precedente. Nella stagione 2022-2023 avendo vinto il campionato di seconda divisione è stato promosso nella Kategoria Superiore l'equivalente della Serie A italiana.
È la seconda squadra più titolata d'Albania, avendo vinto il campionato nazionale per 18 volte e la Coppa d'Albania per 14 volte.
Con il Tirana (26 campionati) ed il Partizani Tirana (17 campionati), (le altre due Squadre della Capitale Tirana), è uno dei tre Club storicamente più importanti d'Albania.
Il suo rivale principale è la concittadina Tirana.
Disputa le partite interne allo stadio Arena Kombëtare, nota per ragioni di sponsorizzazione come Air Albania Stadium, impianto da 22 500 posti. È fra gli stadi europei più moderni e rientra nella categoria 4 UEFA, cioè quella con maggior livello tecnico.

## Storia
La fondazione del club risale al 3 marzo 1950, quando il Ministro dell'Interno albanese costituì la squadra nel periodo del regime comunista di Enver Hoxha. Dal 1950 al 1953 la Dinamo vinse quattro campionati albanesi di fila e registrò 25 vittorie consecutive, un record tuttora imbattuto per il calcio albanese e quarta striscia di vittorie più lunga di sempre nel calcio europeo.
Nel 1967 la Dinamo vinse il campionato per la nona volta, lasciandosi dietro di un punto il 17 Nëntori (oggi Tirana), radiato dalla federazione tre giornate prima della fine del campionato. Questo titolo non è tuttavia riconosciuto dall'UEFA.
Nel 1989 ottenne il terzo posto nel campionato vinto dal 17 Nëntori, qualificandosi alla Coppa delle Coppe per la terza volta nella propria storia. Nei preliminari eliminò il FK Černomorec Burgas, battendolo per 4-0 al ritorno in casa dopo il 3-0 subito in Bulgaria all'andata. Si tratta della più larga vittoria del club in una competizione. Nel turno successivo fu la Dinamo Bucarest a eliminare gli schipetari, che pure avevano vinto il match di andata.
Nel 1995 la squadra fu ridenominata KS Olimpik Tirana per cancellare il passato comunista, ma la denominazione originale tornò appena due anni dopo.
Nel 2001-2002 la squadra tornò a vincere il titolo nazionale dopo dodici anni. Un altro successo fu colto nel 2007-2008, quando la Dinamo si aggiudicò l'alloro nazionale battendo all'ultima giornata per 2-1 il Partizani Tirana in una partita che giocò in 9 uomini contro 11 per ben 36 minuti. Nel 2008 vinse per la seconda volta la Supercoppa d'Albania, mentre il diciottesimo titolo fu vinto nel 2009-2010.
Nel 2011-2012 la squadra visse la peggiore stagione della propria storia: terminò il campionato all'ultimo posto con soli 13 punti ottenuti in 26 partite, con sole 3 vittorie, rimediando la prima retrocessione in seconda divisione. Da allora ha più volte rischiato di cadere in terza serie.
Ad ottobre 2019 la squadra viene acquistata da Marco Pontrelli (ex presidente della Triestina nel 2014-2015) con l'obiettivo di riportare la squadra ai massimi livelli come lo era prima del 2012. Viene nominato allenatore Fabrizio Cammarata e direttore sportivo Enzo Passarelli. La squadra non va oltre il settimo posto in classifica nel campionato 2019-2020. Alla fine del dicembre 2020, con la squadra prima in classifica e imbattuta, Cammarata lascia il posto al connazionale Francesco Moriero, ingaggiato insieme a Fabrizio Miccoli, suo vice. I due si dimettono il 1º marzo 2021. Poi subentra Olsi e grazie a lui e al presidente Marco Pontrelli la Dinamo diventa campione vincendo il campionato di Kategoria e Parë e finalmente dopo 10 anni ritorna in Super League grazie al presidente Marco Pontrelli. 

## Tifoseria
Il gruppo di ultras della squadra sono i Blue Boys, costituitisi nel 2008. Il sodalizio ha reclutato centinaia di membri nei primi anni dopo la formazione.

## Cronistoria
- 1949 - Fondato come KS Dinamo Tirana.
- 1950-1951 - Campione d'Albania (1º titolo).
- 1951-1952 - Campione d'Albania (2º titolo).
- 1952-1953 - Campione d'Albania (3º titolo).
- 1971 - Prima qualificazione alle coppe europee, Coppa delle Coppe 1971-1972.
- 1995 - Ridenominato KS Olimpik Tirana.
- 1997 - Ridenominato KS Dinamo Tirana.
- 2012-2013 - 14° in Kategoria Superiore. Retrocede in Kategoria e Parë.
- 2013-2014 - 9° in Kategoria e Parë.
- 2014-2015 - 6° in Kategoria e Parë.
- 2015-2016 - 5° in Kategoria e Parë.
- 2016-2017 - 8° in Kategoria e Parë.
- 2017-2018 - 5° in Kategoria e Parë.
- 2018-2019 - 4° in Kategoria e Parë. 2° ai play-off per la promozione
- 2019-2020 - 9° in Kategoria e Parë. Salvo ai play-out
- 2020-2021 - 3° in Kategoria e Parë. 1° ai play-off.Promosso in Kategoria Superiore.
- 2021-2022 - 9° in Kategoria Superiore Retrocede in Kategoria e Parë.
- 2022-2023 - 2° in Kategoria e Parë. Promosso in Kategoria Superiore.
- 2023-2024 -  in Kategoria Superiore
- 2024-2025 -  in Kategoria Superiore
- 2025-2026 -  in Kategoria Superiore

## Allenatori e Presidenti
- 2015-2019  Igli Allmuça
- 2019  Mauro Manzoni
- 2019-2020  Fabrizio Cammarata
- 2021-2022  Bledi Shkëmbi
- 2022  Rodolfo Vanoli
- 2022-2023  Nevil Dede
- 2023  Dritan Mehmeti
- 2023  Luigi Di Biagio
- 2023-2024  Dritan Mehmeti
- 2024-oggi  Ilir Daja

- 2019-2021   Marco Pontrelli
- 2021-oggi  Adrian Bardhi

## Palmarès

### Competizioni nazionali
- Campionato albanese: 18

1950, 1951, 1952, 1953, 1955, 1956, 1960, 1966-1967, 1972-1973, 1974-1975 , 1975-1976, 1976-1977, 1979-1980, 1985-1986, 1989-1990, 2001-2002, 2007-2008, 2009-2010
- Coppa d'Albania: 14

1950, 1951, 1952, 1953, 1954, 1960, 1970-1971, 1973-1974, 1977-1978, 1981-1982 , 1988-1989, 1989-1990, 2002-2003, 2024-2025
- Supercoppa d'Albania: 2

1989, 2008

### Altri piazzamenti
- Campionato albanese:

Secondo posto: 1954, 1957, 1961, 1962-1963, 1963-1964, 1970-1971, 1980-1981, 1984-1985, 2003-2004, 2005-2006
Terzo posto: 1959, 1964-1965, 1965-1966, 1968, 1971-1972, 1981-1982, 1988-1989, 2000-2001, 2004-2005, 2008-2009, 2024-2025
- Coppa d'Albania:

Finalista: 1972-1973, 1976-1977, 1978-1979, 2001-2002, 2003-2004, 2010-2011
Semifinalista: 1961, 1963-1964, 1971-1972, 1975-1976, 1979-1980, 1990-1991, 1993-1994, 1994-1995, 1995-1996, 1996-1997, 1996-1997, 1999-2000, 2005-2006, 2007-2008
- Supercoppa d'Albania:

Finalista: 1990, 2002, 2003, 2010
- Coppa dei Balcani per club:

Finalista: 1969

## Organico

### Rosa 2025-2026
Aggiornata al 15 agosto 2025.
| N. |                       | Ruolo | Calciatore              |
| -- | --------------------- | ----- | ----------------------- |
| 1  | Albania (bandiera)    | P     | Edmir Sali              |
| 5  | Albania (bandiera)    | D     | Rustem Hoxha (capitano) |
| 6  | Germania (bandiera)   | C     | Adrian Doçi             |
| 7  | Kosovo (bandiera)     | A     | Baton Zabergja          |
| 8  | Senegal (bandiera)    | C     | Bakary Goudiaby         |
| 10 | Albania (bandiera)    | A     | Lorenco Vila            |
| 11 | Albania (bandiera)    | A     | Dejvi Bregu             |
| 14 | Kosovo (bandiera)     | D     | Bekim Maliqi            |
| 17 | Gambia (bandiera)     | C     | Karamba Gassama         |
| 18 | Portogallo (bandiera) | A     | Tiago Nani              |
| 19 | Albania (bandiera)    | D     | Jord Celkupa            |
| 20 | Albania (bandiera)    | C     | Fjoart Jonuzi           |
| 21 | Albania (bandiera)    | C     | Klevi Qefalija          |
| 22 | Albania (bandiera)    | C     | Bruno Dita              |
| 23 | Albania (bandiera)    | D     | Jorgo Meksi             |

| N. |                    | Ruolo | Calciatore       |
| -- | ------------------ | ----- | ---------------- |
| 27 | Albania (bandiera) | D     | Naser Aliji      |
| 45 | Nigeria (bandiera) | A     | Bright James     |
| 47 | Brasile (bandiera) | D     | Lorran           |
| 50 | Albania (bandiera) | P     | Rajan Guci       |
| 70 | Gabon (bandiera)   | A     | André-Jordy Ella |
| 77 | Albania (bandiera) | P     | Aldo Teqja       |
| 97 | Albania (bandiera) | P     | Tomas Kiri       |
| 99 | Albania (bandiera) | C     | Eridon Qardaku   |
|    | Albania (bandiera) | D     | Ysni Ismaili     |
|    | Kosovo (bandiera)  | D     | Faton Neziri     |
|    | Albania (bandiera) | C     | Ledio Beqja      |
|    | Kosovo (bandiera)  | A     | Hekuran Berisha  |
|    | Albania (bandiera) | A     | Florenc Farruku  |
|    | Kosovo (bandiera)  | A     | Bernard Berisha  |

## Staff tecnico
- Allenatore:  Ilir Daja
- Allenatore in seconda:  Ylli Shameti
- Allenatore in seconda:  Glen Daja
- Team Manager:  Mario Nikolli
- Preparatore dei portieri:  Florian Ristani
- Preparatore atletico:  Ilir Bozhiqi
- Video Analyst:  Edon Beliu
- Direttore sportivo:  Haris Fakić
- Direttore tecnico:  Arbi Laçi
- Medico sociale: Indrit Skrela

### Rosa 2024-2025
| N. |                       | Ruolo | Calciatore              |
| -- | --------------------- | ----- | ----------------------- |
| 1  | Albania (bandiera)    | P     | Edmir Sali              |
| 3  | Croazia (bandiera)    | D     | Mateo Muzek             |
| 5  | Albania (bandiera)    | D     | Rustem Hoxha (capitano) |
| 6  | Germania (bandiera)   | C     | Adrian Doçi             |
| 7  | Kosovo (bandiera)     | A     | Baton Zabergja          |
| 8  | Senegal (bandiera)    | C     | Bakary Goudiaby         |
| 9  | Nigeria (bandiera)    | A     | Peter Itodo             |
| 10 | Albania (bandiera)    | A     | Lorenco Vila            |
| 11 | Kosovo (bandiera)     | D     | Bekim Maliqi            |
| 16 | Albania (bandiera)    | C     | Irgen Hasanaj           |
| 17 | Gambia (bandiera)     | C     | Karamba Gassama         |
| 18 | Portogallo (bandiera) | A     | Tiago Nani              |
| 19 | Albania (bandiera)    | D     | Jord Celkupa            |

| N. |                               | Ruolo | Calciatore       |
| -- | ----------------------------- | ----- | ---------------- |
| 22 | Albania (bandiera)            | C     | Bruno Dita       |
| 23 | Albania (bandiera)            | D     | Jorgo Meksi      |
| 24 | Albania (bandiera)            | A     | Dejvi Bregu      |
| 47 | Brasile (bandiera)            | C     | Lorran           |
| 50 | Albania (bandiera)            | P     | Rajan Guci       |
| 70 | Gabon (bandiera)              | A     | André-Jordy Ella |
| 71 | Albania (bandiera)            | C     | Ardit Toli       |
| 77 | Albania (bandiera)            | P     | Aldo Teqja       |
| 99 | Albania (bandiera)            | C     | Eridon Qardaku   |
|    | Albania (bandiera)            | D     | Naser Aliji      |
|    | Albania (bandiera)            | D     | Antonio Miço     |
|    | Macedonia del Nord (bandiera) | D     | Agron Rufati     |
|    | Albania (bandiera)            | C     | Klevi Qefalija   |

### Rosa 2023-2024
| N. |                           | Ruolo | Calciatore         |
| -- | ------------------------- | ----- | ------------------ |
| 1  | Albania (bandiera)        | P     | Edmir Sali         |
| 4  | Albania (bandiera)        | D     | Albion Marku       |
| 5  | Albania (bandiera)        | D     | Rustem Hoxha       |
| 8  | Kosovo (bandiera)         | A     | Veton Tusha        |
| 9  | Albania (bandiera)        | A     | Luis Kaçorri       |
| 10 | Brasile (bandiera)        | A     | Denisson           |
| 11 | Albania (bandiera)        | C     | Patrik Bardhi      |
| 19 | Kosovo (bandiera)         | A     | Ardit Tahiri       |
| 20 | Costa d'Avorio (bandiera) | D     | Jocelin Behiratche |
| 22 | Albania (bandiera)        | C     | Redon Danaj        |
| 23 | Albania (bandiera)        | D     | Jorgo Meksi        |
| 25 | Albania (bandiera)        | C     | Erisildo Smaçi     |
| 28 | Senegal (bandiera)        | C     | Bakary Goudiaby    |

| N. |                               | Ruolo | Calciatore      |
| -- | ----------------------------- | ----- | --------------- |
| 33 | Albania (bandiera)            | D     | Stivian Janku   |
| 40 | Macedonia del Nord (bandiera) | P     | Bekim Rexhepi   |
| 44 | Albania (bandiera)            | D     | Alesio Mija     |
| 47 | Brasile (bandiera)            | D     | Lorran          |
| 64 | Albania (bandiera)            | C     | Fatjon Andoni   |
| 71 | Albania (bandiera)            | D     | Ilir Allmuça    |
| 77 | Kosovo (bandiera)             | A     | Baton Zabergja  |
| 88 | Gambia (bandiera)             | C     | Karamba Gassama |
| 98 | Albania (bandiera)            | A     | Lorenco Vila    |
| 99 | Costa d'Avorio (bandiera)     | A     | Mory Bamba      |
|    | Germania (bandiera)           | D     | Kilian Cuni     |
|    | Albania (bandiera)            | C     | Klevi Qefalija  |
|    | Albania (bandiera)            | A     | Leo Ballhysa    |

### Rosa 2021-2022
| N. |                               | Ruolo | Calciatore          |
| -- | ----------------------------- | ----- | ------------------- |
|    | Albania (bandiera)            | P     | Edvan Bakaj         |
|    | Albania (bandiera)            | P     | Drilon Mati         |
|    | Albania (bandiera)            | D     | Xhorxhian Boçi      |
|    | Albania (bandiera)            | D     | Endri Reçi          |
|    | Albania (bandiera)            | D     | Kujtim Alcani       |
|    | Albania (bandiera)            | D     | Besir Demiri        |
|    | Albania (bandiera)            | D     | Eni Imami           |
|    | Albania (bandiera)            | D     | Dorian Kërçiku      |
|    | Montenegro (bandiera)         | D     | Aleksandar Šofranac |
|    | Macedonia del Nord (bandiera) | D     | Goran Siljanovski   |

| N. |                               | Ruolo | Calciatore          |
| -- | ----------------------------- | ----- | ------------------- |
|    | Macedonia del Nord (bandiera) | D     | Aleksandar Isaevski |
|    | Albania (bandiera)            | C     | Tahir Daja          |
|    | Albania (bandiera)            | C     | Ronaldo Ndreu       |
|    | Albania (bandiera)            | C     | Plarent Fejzaj      |
|    | Guinea (bandiera)             | C     | Lancinet Sidibe     |
|    | Albania (bandiera)            | A     | Aldo Qoshku         |
|    | Albania (bandiera)            | A     | Reimond Çeliku      |
|    | Macedonia del Nord (bandiera) | A     | Agim Ibraimi        |
|    | Albania (bandiera)            | A     | Enis Gavazaj        |

## Rose delle stagioni precedenti
- 2013-2014
- 2012-2013
- 2009-2010